# Лотарь Удо III фон Штаде
Лотарь Удо III фон Штаде (нем. Lothar Udo III. von Stade; ум. 2 июня 1106, Розенфельд) — граф Штаде (под именем Лотарь Удо IV) и маркграф Северной марки с 1087 года из династии Удоненов.

## Биография
Второй сын Удо II.
В 1087 году наследовал старшему брату Генриху I.
В 1095 году передал управление графством Штаде министериалу Фридриху — своему приближенному, который иногда упоминается с титулом вице-графа.
В 1100 году Удо III напал на лютичей и после 4-месячной осады взял город Бранибор, но вскоре был вынужден отступить.
Альберт Штаденский в своих «Анналах» сообщает: «Маркграф Удо предполагал жениться на Эйлике, дочери герцога Магнуса, но, заехав в дом к Хелприку, графу Плёцкау, и увидев его очень красивую сестру Ирмгарду, женился на ней. Этим были крайне возмущены его вассалы, которые равны Хелприку, а то и превосходили его.»
В 1103 году саксонские князья заключили союз против маркграфа Удо, осадили Ашерслебен и разграбили его окрестности.

## Семья
Удо III был женат на Ирмингарде — дочери графа Дитриха фон Плёцкау. Известны трое их детей:
- Генрих II (IV) (ок. 1102 — 4 декабря 1128), граф Штаде (под именем Генрих IV) и маркграф Северной марки (под именем Генрих II) с 1114
- дочь
- Ирмгарда; муж: Поппо IV (ум. 1 сентября 1156), граф Хеннеберга и бургграф Вюрцбурга
- Адельгейда (ок. 1098/1106 — ?); муж: Генрих II Младший (ок. 1103/1104 — сентябрь/октябрь 1123), граф Айленбурга, маркграф Лужицкой и Мейсенской марок с 1103/1104